# Граников, Дмитрий Анатольевич
Дмитрий Анатольевич Граников (1902, Доманёвка, Херсонская губерния — 1965) — советский сыродел, технолог молочной промышленности, доктор сельскохозяйственных наук.

## Биография
Родился в 1902 году в селе Доманёвка на Украине в крестьянской семье.
Начал работать с 13 лет, возглавлял затем комсомольскую организацию села. В 1923 году окончил рабфак и четыре курса Харьковского сельскохозяйственного института, перевелся в Вологодский институт молочного хозяйства. В 1927 году приехал на практику в Алтайский район с задачей разработать новую технологию сыра, позволяющую увеличить выпуск сыра по количеству, не снижая его качества.
К концу 1931 года была разработана технология нового сыра, по этому поводу в селе Алтайское собрался Всесоюзный производственный съезд, одобривший сыр Граникова, впоследствии названный «Советский».
Д. А. Граников занимался изучением и совершенствованием технологий производства сыра, расширением сырьевой базы. Под его руководством были проведены исследования геоботанических условий получения молока и его состава в Алтайском крае (особенно в Горном Алтае, тогда — Ойротии), позволившие сделать вывод о возможности выработки высококачественных сыров швейцарского типа именно в этих районах, где есть необходимый корм для коров — травы горных естественных лугов и пастбищ с богатым ботаническим составом.
Д. А. Граникова называли главным сыроделом страны, патриотом этой самой трудной отрасли молочного дела. Им была создана технология и организовано производство нового вида сыра «Советский», воплотившего в себе аромат многоцветных альпийских лугов. «Советский» — новый вид сыра, близкий по вкусу и другим органолептическим показателям к королю сыров — Швейцарскому сыру, но с несколько изменённой технологией изготовления.
В 1936 году назначен начальником отдела сыроделия Союзглавмаслопрома. С 1936 по 1944 год возглавлял Научно-исследовательский институт маслоделия и сыроделия. С 1941 по 1945 год — главный инженер и заместитель начальника Главмаслосырпрома. В это время под его руководством разрабатывались новые виды продукции с целью максимальной переработки всего сырья, в том числе выработки уксуса из молочной сыворотки и мыла из жировых отходов производства. В 1942 году в Бийске прошло Всесоюзное совещание-сработка главных инженеров и заведующих лабораториями республик, краев и областей не оккупированных территорий СССР, организатором которого был замначальника и главный инженер главка Дмитрий Анатольевич Граников.
В 1943 году Граников стал доктором технических наук, а затем возглавил кафедру и стал профессором Московского технологического института мясной и молочной промышленности.
Детище Граникова — сыр «Советский» — завоевывал всё большую славу. В 1961 году Д. А. Граниковым был проведен краевой семинар мастеров сыроделия на Нижне-Каянчинском заводе Алтайского района.
Д.А. Граников скончался в 1965 году. Похоронен на Новодевичьем кладбище (1 участок, 34 ряд, 8 могила).

## Алтайский сыр
Алтайские сыроделы ещё в конце XIX века пытались освоить производство сыров, схожих по рецептуре со швейцарскими. Но заимствованные из Швейцарии технологии не работали в условиях Алтайских предгорий. Предстояло создать собственную рецептуру, учитывающую местные условия, и позволяющую наладить массовый выпуск.
Решил эту задачу в 1930-е годы на Куяганском и Айском сырзаводах Дмитрий Граников. В отличие от швейцарского, советский сыр изготавливается из пастеризованного молока, обладает короткими сроками созревания (3—4 месяца). Пробные партии нового сорта были отправлены в Лондон, где получили высокую оценку (90—95 баллов по 100-балльной системе). Весь объём произведенного сыра «Советский» был причислен к высшему (25 %) и первому (75 %) сортам.
Начиная с 1932 года, почти все заводы Алтайского района были переведены на выработку сыра «Советский».

## Награды
- Сталинская премия 1943 года второй степени — за разработку технологии и освоения производства новых видов высококачественных сыров.
- Орден Ленина (1944).